# Pilgerausweis
Der Pilgerausweis (auch Pilgerpass, Pilgerbrief) ist ein Dokument, in dem Name, Ziel und manchmal die Fortbewegungsart eines Pilgers aufgeführt und um Hilfe und Unterstützung seines Anliegens gebeten wird. Er dient in der Regel dem Nachweis der ordnungsgemäßen Pilgerschaft und ist das wichtigste Dokument einer Wallfahrt. Die Tradition der Pilgerausweise geht auf die früheren Empfehlungs- oder Geleitschreiben zurück.

## Mittelalterliche Pilgerbriefe
Die längere Abwesenheit des Pilgers von seiner Heimatgemeinde erforderte rechtlich seit dem 12. Jahrhundert, nach gängiger Praxis seit dem späteren 14. Jahrhundert die Einholung einer Zustimmung zu der geplanten Wallfahrt durch den zuständigen Pfarrer. Der von diesem ausgestellte Pilgerbrief war daher lediglich ein zeitlich befristetes Dimissoriale und eigentlich kein Geleitbrief oder Empfehlungsschreiben, obwohl das Dokument sicher auch als solche benutzt wurde, auch um sich unter den Schutz des Landfriedens zu stellen oder gegebenenfalls ein christliches Begräbnis in fremder Erde zu ermöglichen. Da die Pilgerbriefe nach beendeter Reise ihre Funktion verloren hatten, ist nur eine verschwindend geringe Zahl inhaltlich oder materiell überliefert: Knapp 30 Handschriften, davon 10 im Original; sie sind teils in Latein, teils in Deutsch verfasst.

## Jakobswallfahrt

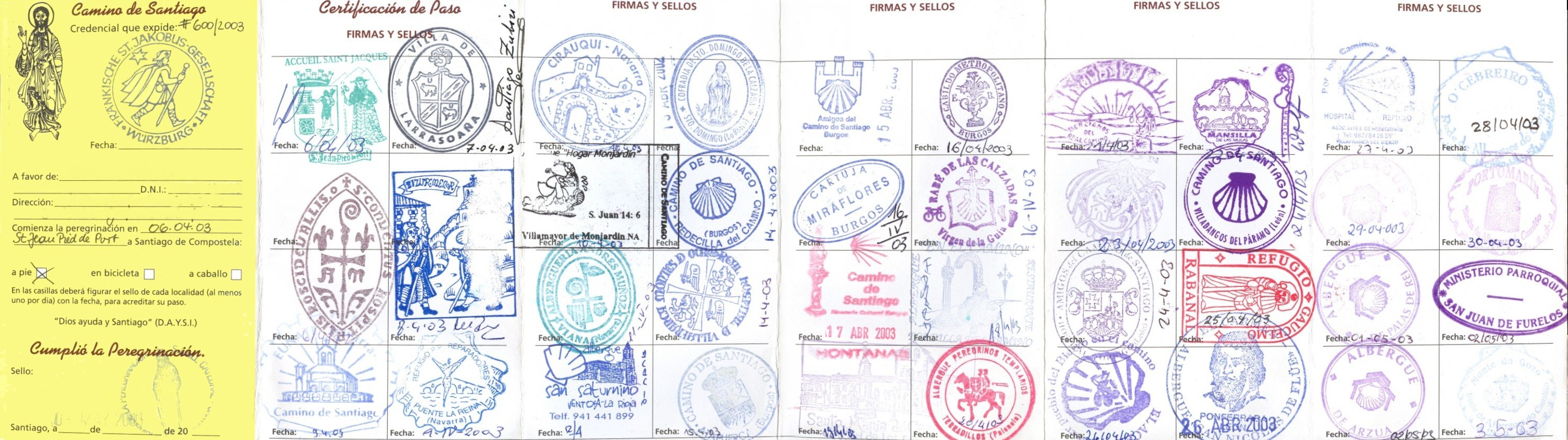
Pilgerausweis für den Jakobsweg (2003)

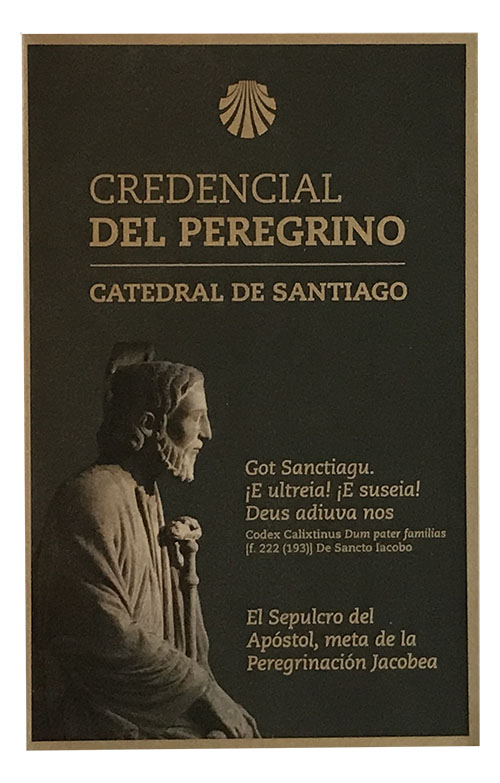
Pilgerpass für den Jakobsweg (2018)

Im Falle der Jakobswallfahrt wird anhand des Pilgerausweises, spanisch Credencial del Peregrino, überprüft, ob die für das Ausstellen der Pilgerurkunde La Compostela geforderte Strecke des Jakobsweges zu Fuß, Pferd oder mit dem Fahrrad zurückgelegt wurde (am Stück und in Santiago endend: 100 km zu Fuß oder zu Pferd bzw. 200 km mit dem Fahrrad). Der Pilgerausweis dient gleichzeitig als Herbergsausweis, ohne den man nicht berechtigt ist, in Pilgerherbergen zu übernachten.
Den Credencial stellen in Spanien viele Herbergen am Weg aus, jedenfalls aber die Herbergen in Roncesvalles, Jaca und Puente la Reina.
In Deutschland übernehmen dies verschiedene der Jakobswallfahrt verpflichtete Organisationen wie zum Beispiel die Jakobus-Freunde Bodensee, Deutsche St. Jakobus-Gesellschaft e.V., die St. Jakobusbruderschaft Trier e.V. oder die Jakobusgesellschaft Brandenburg-Oderregion.
In Österreich stellt unter anderem die Sankt-Jakobs-Bruderschaft Pilgerpässe aus.
In der Schweiz ist der Pilgerpass an verschiedenen Stellen erhältlich; so beim Verein Pilgerherberge Sankt Gallen.

## Weitere Pilgerwege
Auch andere Fern-Pilgerwege wie z. B. der Israel National Trail geben – ähnlich dem Jakobsweg – Pilgerausweise heraus, mit der die Pilgerschaft beurkundet wird. Offizielle Herausgabestelle im Deutschsprachigen Raum ist die Shvil Israel Pilgergesellschaft.